# Honori Garcia i Garcia
Honori Garcia i Garcia (la Vall d'Uixó, 23 de febrer de 1896 - 9 d'octubre de 1953) fou un historiador i notari valencià, i el segon fill del matrimoni format per Arcadi García i María Rosa García.
Cursà els estudis de primària a la localitat i per començar a estudiar batxillerat el 1906 realitzà la prova d'ingrés a l'institut de Castelló. Aquí estudià els dos primers cursos de batxillerat com a alumne lliure, i el 1908 es traslladà a València, a l'institut Lluís Vives, on acabà els estudis de batxillerat el 1912.
En la Universitat Literària de València estudià els quatre primers cursos de la llicenciatura de dret, i el 1916 es traslladà a Saragossa, on acabà la carrera amb premi extraordinari de llicenciatura el 1917. Tenia 21 anys. A continuació marxà a la Universitat Central de Madrid (actual Complutense) per a cursar els estudis de doctorat. A Madrid conegué el jove castellonenc Lluís Revest amb qui mantindrà amistat tota la seua vida. Abandonat el doctorat feu el servei militar i es dedicà a preparar oposicions a notaries, que aprovà el 1922.

## Primeres destinacions
La seua primera destinació fou Nofuentes, un xicotet municipi de la província de Burgos. Allí exercí el seu ofici en mig d'unes condicions difícils perquè n'era el notari de la comarca i devia anar a llocs on les millors comunicacions eren camins i sendes que s'havien de recórrer amb carro o cavalleries. Estant a Burgos conegué i feu amistat amb Raimon Noguera, company d'oposició i professió, la qual exercia a Ezcaray, La Rioja. En Burgos conegué també dos valencians d'aficions literàries, Bernat Tarín, frare cartoixà de la Cartuja de Miraflores, i Joaquín Garcia, capellà, professor del seminari de Burgos i col·laborador del Butlletí de la Societat Castellonenca de Cultura. Aquests dos amics l'orientaren cap als estudis de dret valencià.
Durant aquesta estada a Burgos feu un treball sobre el dot en dret valencià, el primer d'una llarga sèrie d'articles durant la seua vida: Estudios de derecho foral valenciano. El “exovar” 1922. Butlletí de la Societat Castellonenca de Cultura III.
Al desembre de 1923 fou nomenat notari d'Aliaga (Terol). El 1924 es casà amb Amàlia Sanz, també de la Vall d'Uixó, i tingueren dos fills: Amàlia i Arcadi. El juliol del 1925 es traslladà a Llucena (Castelló) i el 1926 a Artana, també de Castelló, on estigué fins al juny de 1930. Durant l'estada a Llucena, en l'arxiu de Protocols Notarials al seu càrrec, descobrí el contracte del retaule de Sant Miquel amb el pintor Mateo de Montoliu per a l'ermita de les Torrocelles, així com documents que li serviren per a estudiar la institució matrimonial en la comarca de L'Alcalatén. L'any 1930 a petició del bisbat de Tortosa fou fundador i primer president de la Cooperativa Agrícola San José de Artana, que naixent com a cooperativa catòlica encara existeix en l'actualitat.
En aquest període d'estada a Castelló reprengué l'amistat que havia fet amb Lluís Revest, que era arxiver de Castelló, Raimon Noguera, que era notari de Castelló de la Plana, i amb el metge Àngel Sánchez Gozalbo, membres de la Societat Castellonenca de Cultura. El contacte amb aquest medi cultural i una predisposició professional, l'orientaren cap a una preocupació per l'estat de desorganització dels arxius notarials, compartida amb Raimon Noguera, i els arxius en general, compartida amb Lluís Revest.
En aquesta època Honori Garcia estudià els arxius parroquials i el municipal de la Vall d'Uixó, i això li permeté redactar Notas para la historia de Vall d'Uxó el 1928. La passió que sentia pels arxius i el seu contingut anà en augment i Honori s'orientà cap al dret valencià, utilitzant els documents com a fonts dels estudis que realitzava.

## Santa Bàrbara i les normes del 32
El juny de 1930 es traslladà a Santa Bàrbara, molt a prop de Tortosa (Tarragona). Ací començà a conèixer el dret tortosí, i per proximitat geogràfica, les terres de la Tinença de Benifassà i la comarca dels Ports. Els estudis d' Honori s'orientaren en dos sentits: l'un, comparar el dret tortosí amb el dret valencià, i l'altre, el monestir cistercenc de Benifassà i la repoblació de la Tinença.
Aquí feu nombroses investigacions sobre el monestir, les cartes de repoblament de Tortosa i de Morella, nombrós material documental i gràfic que es perdé el 1936. Els Butlletins de la Societat Castellonenca de Cultura XIII, XIV, XV, XVI i XVII, que van del 1932 al 1936 reflecteixen aquests estudis.
En aquesta etapa tortosina Honori Garcia signà les «Normes Ortogràfiques de Castelló» de l'any 1932. No les signà com a filòleg, sinó com a intel·lectual conscient que era necessari un acord ortogràfic que posara fi a la caòtica ortografia valenciana fins aquells moments. Les Normes unien els escriptors valencians als catalans i mallorquins, però preservant les particularitats valencianes, aportant coherència ortogràfica. Les normes resumien les de l'Institut d'Estudis Catalans de Pompeu Fabra de 1913. El 21 de desembre signaren 14 entitats i 47 persones, entre elles Lluís Revest, i Angel Sánchez Gozalbo. El document original de la signatura es conserva a la Biblioteca Valenciana Nicolau Primitiu, al Monestir de Sant Miquel dels Reis de València. Les Normes es publicaren al BSCC al volum XIV el 1933.

## L'estada a Vic: l'eclosió de l'activitat humanística i cultural
Al maig de 1935 Honori es traslladà a Vic, comarca d'Osona (Barcelona). El seu amic Raimon Noguera arribà a Barcelona, i això tornà a apropar-los. La col·laboració entre tots dos quedà truncada per la Guerra Civil 1936-39. La guerra la passà a Vic treballant com a notari, suportant la carència de queviures més les amenaces de destrucció dels arxius notarials, i fins i tot amenaces sobre la pròpia vida.
Acabada la guerra, el 1943 Honori reprengué les publicacions. La primera fou Estado económico social de los vasallos en la gobernación foral de Castellón, premiat als Jocs Florals de València i publicat a Vic. Feu tres publicacions més aquest any, una sobre la carta pobla d'Eslida, una altra sobre el campanar de l'església de l'Assumpció de la Vall d'Uixó i altra sobre el dret foral valencià.
El 1944 Raimon Noguera i Honori Garcia reprengueren la publicació La Notaría, revista del Col·legi Notarial que es publicava des del 1858 i que la guerra havia aturat. Això els permeté atendre l'Arxiu Històric de Protocols de Barcelona i obrir una secció històrica de la revista. La Notaria dedicada a l'estudi de la documentació notarial. Com que Raimon i Honori pertanyien a la Comissió de Cultura del Col·legi Notarial de Barcelona davant l'èxit d'aquesta secció històrica es veieren obligats a constituir-la en altra revista estrictament històrica: Estudis històrics i documents dels Arxius de Protocols, la qual encara té continuïtat hui en dia.
La recuperació de l'activitat cultural a Vic després de la guerra civil recau en Eduard Junyent, clergue, conservador del Museu Episcopal, arxiver municipal de Vic, bibliotecari de la Biblioteca Episcopal de Vic i des de 1944 director de l'Arxiu Episcopal de Vic. Aquest personatge es dedicà a ordenar i reestructurar tot allò que estava desorganitzat, i recuperar la normalitat de la vida cultural a Vic. Comptà amb la col·laboració d'homes de ciència, artistes, amants de la cultura, entre ells Honori Garcia, que trobà en els arxius de Vic abundant documentació sobre les matèries que l'apassionaven: la història i drets forals de la comarca d'Osona.
A Vic la documentació notarial es conservava en dos arxius: el de la Cúria Fumada i l'Arxiu Notarial. El de la Cúria es trobava sense cap ordenació a la sagristia de la catedral i el notarial el tenia a sa casa el notari arxiver del districte de Vic. L'arxiu de la Cúria fou traslladat als Arxius Episcopals de Vic, i com Honori Garcia fou nomenat arxiver de protocols notarials del districte de Vic el 1947, va afavorir i formalitzar el dipòsit de l'Arxiu Notarial de la localitat a l'Arxiu Episcopal, el qual encara rep els fons notarials que generen els actuals notaris de Vic. A més a més, va posar a l'abast dels investigadors el fons històric de l'Arxiu Notarial. Tots dos arxius es troben l'un al costat de l'altre.
Aquestes tasques als arxius de Barcelona i Vic permeteren a Raimon Noguera i Honori Garcia presentar una ponència conjunta en el II Congrés del Notariat Llatí, Organización y funciones de los archivos notariales, i publicar-la a Madrid el 1950.
L'altra preocupació d'Honori Garcia fou la recuperació de la vida cultural a Vic i al comtat d'Osona. Impartí conferències i encetà la publicació de la revista Vic de periodicitat anual. Sobretot participà en la fundació del Patronat d'Estudis Ausonencs, els primers estatuts del qual foren redactats pel mateix Honori Garcia. El març de 1952 quedà constituïda la societat i al setembre es publicà el primer número de la revista Ausa.
El novembre de 1952 s'inauguraren en un sol acte el Museu i la Biblioteca Episcopals, els Arxius Històrics reunits i el Patronat d'Estudis Ausonencs.
Honori Garcia continuava amb les investigacions sobre dret valencià i tortosí, la història de les comarques castellonenques, la pròpia història de la Vall d'Uixó, la de Vic, la del Notariat. També participà a diversos projectes com el de fer una edició del Furs de València amb Manuel Dualde i Manuel Sánchis i Guarner, però aquest projecte quedà per al futur donada la malaltia que el portà a la mort el 9 d'octubre de 1953, a la Vall d'Uixó.
El seu fill Arcadi continuà publicant investigacions de son pare, entre d'elles les Notas para la historia de Vall de Uxó el 1962, reeditat el 1982.
El total de publicacions d'Honori Garcia en són setanta-quatre, però la seua figura encara continua sent una referència de primera magnitud en el panorama cultural valencià del segle xx. Fou un home de sòlida cultura jurídica i històrica, treballador incansable, compromés amb la seua terra, amb la curiositat sempre desperta i d'enorme claredat d'enteniment. A Vic se'l coneixia com “el notari dels pobres”, donada la seua capacitar per abaratir els actes notarials a les persones de modesta capacitat adquisitiva.